# Bert Schierbeek

Bert Schierbeek (1974)

Bert Schierbeek (eigentlich Lambertus Roelof Schierbeek, geboren 28. Juni 1918 in Glanerbrug, Overijssel; gestorben 9. Juni 1996 in Amsterdam) war ein niederländischer Schriftsteller.

## Leben und Werk
Schierbeek wurde in dem Dorf Glanerbrug bei Enschede an der deutsch-niederländischen Grenze geboren. Nach dem frühen Tod seiner Mutter wuchs er zunächst bei seinen Großeltern in Beerta, einem Dorf bei Groningen auf und zog mit elf Jahren nach Boekelo zu seinem wiederverheirateten Vater, der dort Lehrer war. 1940 zog Schierbeek nach Amsterdam, studierte Pädagogik und begegnete Jan Elburg, Gerard den Brabander und Gerrit Kouwenaar. Er ging in den Widerstand gegen den Nationalsozialismus. 1945 debütierte er mit Terreur tegen terreur, verlegt bei De Bezige Bij. 1946 wurde er Mitglied der Künstlergruppe CoBrA und Redakteur der Zeitschrift Het Woord. Er wandte sich gegen den traditionellen Sprachgebrauch und versuchte, bestehende Muster aufzubrechen. Proezie nannte er seine eigenwillige Mischung aus Poesie und Prosa.
Schierbeek gehörte zu De Vijftigers. Ende der 1940er Jahre war diese lose literarische Bewegung aus experimentellen belgischen und niederländischen Autoren entstanden. Mitglieder sind Remco Campert, Hans Andreus, Lucebert, Simon Vinkenoog, Armando, Hugo Claus, Jan Hanlo, Gerrit Kouwenaar und andere.

## Veröffentlichungen (Auswahl)
- Het boek ik, De Bezige Bij (Amsterdam, Netherlands), 1951
- De andere namen, 1952
- Op reis door Spanje, De Bezige Bij (Amsterdam, Netherlands), 1952
- De blinde zwemmers, L.J.C. Boucher (s'Gravenhage, Netherlands), 1954
- Het bloed stroomt door, (mit Karel Appel und Henri Deluy) De Bezige Bij (Amsterdam, Netherlands), 1954
- De derde persoon, 1955
- De Tuinen van Zen, 1959
- Het dier heeft een mens getekend, 1960
- Een boek voor een oktopus, 1965
- Inspraak, 1970
- Zazen, mit Madelon Hooykaas, 1972, deutsch, ISBN 3-87041-257-7
- Weenwerk, 1977
- Betrekkingen, 1979
- Binnenwerk, 1982

## Auszeichnungen
- 1956: Poëzieprijs van de gemeente Amsterdam für De blinde zwemmers
- 1960: Henriette Roland Holst-prijs für Het kind der tienduizenden
- 1961: Lucy B. en C.W. van der Hoogtprijs für sein Gesamtwerk
- 1971: Ferdinand-Bordewijk-Preis für Inspraak
- 1978: Herman-Gorter-Preis für Weerwerk
- 1986: Hendrik de Vriesprijs für sein Gesamtwerk
- 1991: Constantijn Huygensprijs für sein Gesamtwerk